# Gloutons et Dragons
Gloutons et Dragons (ダンジョン飯, Danjon Meshi, littéralement « repas du donjon »), stylisé Gloutons & Dragons, est un seinen manga de Ryōko Kui (ja), prépublié dans le magazine Harta depuis février 2014 et publié par l'éditeur Enterbrain en volumes reliés depuis janvier 2015. La version française est éditée par Casterman dans la collection Sakka depuis mai 2017.
Une adaptation animée produite par Studio Trigger est diffusée de janvier à juin 2024. Une seconde saison est prévue. La date de diffusion est inconnue.

## Synopsis
Dans un monde fantastique, des guildes partent en expédition dans un donjon où se trouverait le mystérieux royaume d'or. L'histoire commence dans ce donjon alors qu'un groupe de six aventuriers tente de tuer un dragon. Cependant, ils sont obligés de s'échapper, perdant la sœur du chef de groupe Laïos, Falynn, une magicienne qui se retrouve dans l'estomac du dragon. Cette dernière a pu sauver le reste du groupe en utilisant un sort de téléportation. Laïos veut y retourner pour sauver sa sœur avant la digestion du dragon avec d'autres membres du groupe, l'elfe Marcyle et l'halfelain Tylchak. Le souci est que deux aventuriers ont quitté le groupe et, en plus, qu'ils ont perdu toutes leurs affaires. Pour régler le problème, Laïos suggère de subvenir à leurs besoins en trouvant de la nourriture à l'intérieur du donjon même. En réalité, il veut secrètement manger des monstres, lui qui a même un livre de recettes de cuisine avec ces curieux aliments. Les deux autres membres du groupe acceptent bien à contrecœur et retournent au donjon. Le premier étage est rempli d'aventuriers et ressemble à un marché et c'est là que l'équipe rencontre Senshi, un nain qui a dix ans d'expérience et est un expert pour subvenir à ses besoins dans le donjon en cuisinant des monstres et en récoltant de la nourriture. Grâce à ses compétences, il va rejoindre le groupe. L'histoire détaille ensuite leurs voyages à travers le donjon, les environnements, les pièges et les monstres qu'ils rencontrent, ainsi que les repas qu'ils créent.

## Personnages

### L'équipe de Laios

#### Groupe actuel
Laïos Towden (ライオス・トーデン, Raiosu Tōden)
Voix japonaise : Kentarō Kumagai (ja), voix française : Jim Redler
C'est un humain de 26 ans qui décide de s'aventurer dans un donjon pour sauver sa sœur avant qu'elle ne soit digérée par un dragon rouge qui avait vaincu son ancien groupe. Laïos est chef de groupe et est un combattant fort, mais il manque également de tact. C'est une personne calme et douce qui a la curiosité de tester différentes recettes avec de la viande de monstres. Il utilise souvent les connaissances acquises en cuisinant des monstres pour développer des techniques permettant de les vaincre. Il a tendance à parler très vite lorsqu'il est excité.
Marcyle Donato (マルシル・ドナトー, Marushiru Donatō)
Voix japonaise : Sayaka Senbongi, voix française : Marie Nonnenmacher
Il s'agit d'une magicienne demi-elfe qui se bat en lançant de la magie avec un grand bâton. C'est une personne prudente qui est généralement hésitante et même parfois peu disposée à manger des monstres. Elle est très douée pour différents types de magie et est souvent capable d'exécuter des sorts compliqués ou de grande puissance avec peu de préparation, bien que ses compétences soient sous-estimées par ses compagnons.
Tylchak Tims (チルチャック・ティムズ, Chiruchakku Timuzu)
Voix japonaise : Asuna Tomari (ja), voix française : Thomas Sagols
Il s'agit d'un halfelin de 29 ans, serrurier doté d'une bonne dextérité et de sens aiguisés. Tylchak désactive les pièges et trouve des chemins cachés. C'est une personne sensée qui a souvent réprimandé Laïos pour son comportement maladroit et son obsession pour les monstres, mais qui au fond se soucie vraiment de ses compagnons. Il n'aime pas que d'autres personnes reprennent son travail ou prennent des risques inutiles. Il évite le combat en règle générale, mais peut utiliser un arc et des flèches.
Senshi (センシ, Senshi)
Voix japonaise : Hiroshi Naka, voix française : Gérard Surugue
Il s'agit d'un guerrier nain qui rejoint le groupe pour pouvoir réaliser son rêve de cuisiner le dragon rouge que Laïos et son groupe ont décidé de tuer. Senshi possède une immense connaissance du donjon et des monstres qui s'y trouvent, et est un expert en cuisine. Il se bat généralement avec une grande hache, mais porte toujours une marmite et des ustensiles de cuisine. Il s'assure que le groupe soit bien nourri et qu'il dispose d'une alimentation équilibrée pour continuer à traverser le donjon.
Izutsumi (イヅツミ)
Voix japonaise : Mitsuho Kanbe (ja), voix française : Alice Taurand
C'est une femme-chat ninja au caractère difficile. Son hybridation avec un félin lui a été imposée et est due à la magie noire. Izutsumi possède d'ailleurs toutes les aptitudes liées à cet animal : une agilité accrue, et de meilleurs ouïe et odorat, en plus de griffes et de crocs. Elle a voyagé avec le groupe de Shrauw, jusqu'à ce qu'elle rencontre le groupe de Laïos, après quoi elle les rejoint afin de trouver un remède à son état hybride.
Durandard (ケン助, Kensuke)
Il s'agit d'une créature ressemblant à un mollusque issue des monstres « à armure vivante ». En effet ce sont des créatures qui réside dans des armures ou des armes qu'elles font bouger. Après que le groupe de Laïos a vaincu les mollusques, il reste un survivant caché dans une épée. Laïos s'en rend compte, et décide de le garder et de l'appeler Durandard. L'épée s'agite lorsque Durandard détecte des monstres, mais s'enfuit aussi occasionnellement lorsqu'il est extrêmement effrayé et ne peut pas être tiré de son fourreau lorsqu'il tremble trop. Sa sensibilité le rend peu fiable, mais utile lors de l'exploration du donjon pour détecter un danger.

#### Anciens membres
Farynn Towden (ファリン・トーデン, Farin Tōden)
Voix japonaise : Saori Hayami, voix française : Valérie Bachère.
Il s'agit d'une magicienne et de la sœur de Laïos. Elle est douce et partage l'amour de son frère pour les monstres et était un membre original de son groupe. Elle a été mangée par un dragon au fond du donjon après avoir utilisé sa magie pour téléporter le groupe en toute sécurité dans une zone hors du donjon. Laïos et son groupe ont décidé de la sauver et de la faire revivre avant que le cycle de digestion du dragon, qui dure un mois, ne se termine et qu'elle ne puisse plus être ressuscitée. Elle a la capacité unique de communiquer avec les fantômes, qu'elle a utilisée pour protéger le groupe et éliminer les fantômes.
Namari (ナマリ)
Voix japonaise : Akira Miki (ja)
Il s'agit d'une combattante naine impétueuse, membre du groupe originel de Laïos, qui est depuis partie travailler avec les Tanns. Elle est une experte en armes et connaît bien les types de métaux et d'armes.
Shrauw (シュロー, Shurō) / Toshiro Nakamoto (半本 俊朗, Nakamoto Toshirō)
Voix japonaise : Shinji Kawada (ja)

### L'équipe de Kabrew
Kabrew (カブルー, Kaburū)
Voix japonaise : Wataru Katō (ja)
Linn (リンシャ, Rinsha)
Voix japonaise : Rie Takahashi
Mickbell (ミックベル, Mikkuberu)
Voix japonaise : Miyu Tomita
Kuro (クロ, Kuro)
Voix japonaise : Tōru Nara (ja)
Holm (ホルム, Horumu)
Voix japonaise : Yūya Hirose (ja)
Daiya (ダイア, Daia)
Voix japonaise : Kei Kawamura (ja)

### Autres
Sithle (シスル, Shisuru)
Voix japonaise : Yū Kobayashi (ja),
Yaado (ヤアド, Yaado)
Voix japonaise : Ayumu Murase

### Les Canaris
Misrun (ミスルン, Misurun)
Voix japonaise : Kouki Uchiyama (ja)
Pattadol (パッタドル, Pattadoru)
Voix japonaise : Mariya Ise
Sithys (シスヒス, Shisuhisu)
Voix japonaise : Hana Takeda (ja)
Fleki (フレキ, Fureki)
Voix japonaise : Yuu Sasahara (ja)
Lycion (リシオン, Rishion)
Voix japonaise : Daisuke Kishio
Otta (オッタ, Otta)
Voix japonaise : Kokoro Kikuchi (ja)
Milsiril (ミルシリル, Mirushiriru)

### L'équipe de Shauw
Maizuru (マイヅル, Maizuru)
Voix japonaise : Yōko Hikasa
Hi-En (ヒエン, Hien)
Voix japonaise : Arisa Shida (ja)
Milsiril (ミルシリル, Mirushiriru)
Benichidori (ベニチドリ, Benichidori)
Voix japonaise : Akari Kitō (ja)
Inutade (イヌタデ, Inutade)
Voix japonaise : Yoshino Furuya (ja)

## Manga
Gloutons et Dragons est dessiné et scénarisé par Ryōko Kui. La série débute sa prépublication dans le magazine Harta le 15 février 2014,. Le premier volume relié est publié par Enterbrain le 15 janvier 2015 et la série compte 14 volumes au 15 décembre 2023. Un Guidebook intitulé Dungeon Meshi - World Guide Bôkensha Bible (ダンジョン飯 ワールドガイド 冒険者バイブル, Danjon meshi wārudogaido bōken-sha baiburu) contenant des informations sur l'univers de la série et un chapitre inédit de 50 pages paraît au Japon le 13 février 2021  (ISBN 978-4-04-736275-8),, et en France le 10 janvier 2024 avec le titre Gloutons et Dragons - Guide officiel.
La version française est publiée par Casterman dans la collection Sakka avec un premier volume sorti le 17 mai 2017. Le 28 octobre 2016, Yen Press annonce l'acquisition de la licence pour une publication en langue anglaise en Amérique du Nord avec un premier volume paru le 23 mai 2017.

### Liste des volumes
| no | Japonais          | Japonais          | Français          | Français          |
| no | Date de sortie    | ISBN              | Date de sortie    | ISBN              |
| --- | ----------------- | ----------------- | ----------------- | ----------------- |
| 1 | 15 janvier 2015   | 978-4-04-730153-5 | 17 mai 2017       | 978-2-203-10399-3 |
| Liste des chapitres : - 1. Pot-au-feu (水炊き, Mizutaki) - 2. Tarte (タルト, Taruto) - 3. Basilic rôti (ローストバジリスク, Rōsuto Bajirisuku) - 4. Omelette (オムレツ, Omuretsu) - 5. Friture (かき揚げ, Kakiage) - 6. Armure mouvante 1 (動く鎧1, Ugoku Yoroi 1) - 7. Armure mouvante 2 (動く鎧2, Ugoku Yoroi 2) - Bonus. Histoires de monstres, et plus si affinités (モンスターよもやま話1, Monsutā Yomoyamabanashi 1) |                   |                   |                   |                   |
| Votre équipe d’aventuriers affamés se retrouve privée de provisions en pleine exploration d’un donjon infesté de monstres. Dépêchez-vous ! L’un de vos compagnons vient d’être dévoré par un dragon. Quand le monstre l’aura entièrement digéré, vous ne pourrez plus le ressusciter ! Et si la réponse était là, sous vos yeux ? Pleine de griffes ou de crocs, de poils ou d’écailles, de tentacules ou de pinces… mais appétissante, non ? Gloutons & Dragons, le manga qui invente la gastronomic fantasy !                                                                                    |                   |                   |                   |                   |
| 2 | 12 août 2015      | 978-4-04-730676-9 | 23 août 2017      | 978-2-203-12162-1 |
| Liste des chapitres : - 8. Potée au chou (キャベツ煮, Kyabetsu Ni) - 9. Orques (オーク, Ōku) - 10. Goûter (おやつ, Oyatsu) - 11. Sorbet (ソルベ, Sorube) - 12. Cuisine royale (宮廷料理, Kyūtei Ryōri) - 13. Eau et sel (塩茹で, Shioyude) - 14. Kelpie (水棲馬, Kerupī) - Bonus. Histoires de monstres, et plus si affinités 2 (モンスターよもやま話2, Monsutā Yomoyamabanashi 2) |                   |                   |                   |                   |
| Laïos et ses compagnons poursuivent leur exploration du royaume enfoui qui, faute de vivres, leur sert aussi de garde-manger. Nouvelles rencontres monstrueuses, nouvelles recettes savoureuses ! Golems potagers, orques gourmands et autres scènes de banquets enchantées permettront aux héros de se sustenter, mais aussi de percer certains secrets du labyrinthe et de glaner des indices sur le dragon rouge qui a dévoré l'un des leurs. |                   |                   |                   |                   |
| 3 | 12 août 2016      | 978-4-04-734243-9 | 11 octobre 2017   | 978-2-203-12163-8 |
| Liste des chapitres : - 15. Porridge (雑炊, Zōsui) - 16. Façon anguille (蒲焼き, Kabayaki) - 17. Framboises (木苺, Kiichigo) - 18. Grillades (焼き肉, Yakiniku) - 19. Tentacules (テンタクルス, Tentakurusu) - 20. Ragoût (シチュー, Shichū) - 21. Grenouilles géantes (大ガエル, Ōgaeru) - Bonus. Histoires de monstres, et plus si affinités 3 (モンスターよもやま話3, Monsutā Yomoyamabanashi 3) |                   |                   |                   |                   |
| Plus Laïos et ses compagnons s'enfoncent dans les profondeurs du donjon, plus les monstres se font redoutables... et succulents. Risqueriez-vous votre vie pour des brochettes de tentacules de kraken ? Des cuisses de grenouille géante ? Soyez doublement sur vos gardes : à mesure que vous approchez du but de votre quête, les jalousies et convoitises des autres équipes d'aventuriers pourraient bien être le plus grand péril auquel vous ayez à faire face. |                   |                   |                   |                   |
| 4 | 15 février 2017   | 978-4-04-734417-4 | 14 février 2018   | 978-2-203-15362-2 |
| Liste des chapitres : - 22. À la surface (地上にて, Chijō nite) - 23. Dragon flamboyant 1 (炎竜1, Reddo Doragon 1) - 24. Dragon flamboyant 2 (炎竜2, Reddo Doragon 2) - 25. Dragon flamboyant 3 (炎竜3, Reddo Doragon 3) - 26. Dragon flamboyant 4 (炎竜4, Reddo Doragon 4) - 27. Dragon flamboyant 5 (炎竜5, Reddo Doragon 5) - 28. Dragon flamboyant 6 (炎竜6, Reddo Doragon 6) - Bonus. Histoires de monstres, et plus si affinités 4 (モンスターよもやま話4, Monsutā Yomoyamabanashi 4) |                   |                   |                   |                   |
| Sur l’île qui abrite le donjon, les richesses du royaume enfoui aiguisent des appétits de plus en plus voraces et pourraient annoncer des conflits à grande échelle. Loin de ces préoccupations, Laïos et son groupe n’ont jamais été aussi près du but : sauver Farynn avant qu’elle ne soit définitivement digérée par le dragon flamboyant qui l’a dévorée. L’heure de l’ultime festin aurait-elle sonné ? |                   |                   |                   |                   |
| 5 | 10 août 2017      | 978-4-04-734631-4 | 13 juin 2018      | 978-2-203-15363-9 |
| Liste des chapitres : - 29. Dragon flamboyant 7 (炎竜7, Reddo Doragon 7) - 30. Panacée (良薬, Ryōyaku) - 31. Serpent de mer 1 (シーサーペント 前編, Shīsāpento Zenpen) - 32. Serpent de mer 2 (シーサーペント 後編, Shīsāpento Kōhen) - 33. Dryades (ドライアド, Doraiado) - 34. Cocatrix (コカトリス, Kokatorisu) - 35. Les Nettoyeurs (掃除屋, Sōjiya) - Bonus. Histoires de monstres, et plus si affinités 5 (モンスターよもやま話5, Monsutā Yomoyamabanashi 5) |                   |                   |                   |                   |
| Après le combat épique contre le dragon flamboyant qui avait dévoré l’un des leurs, Laïos et ses compagnons n’ont guère le loisir de panser leurs blessures ni de se sustenter : leurs exploits successifs mais aussi leurs mésaventures attirent l’attention de puissances qui les dépassent… |                   |                   |                   |                   |
| 6 | 13 avril 2018     | 978-4-04-735131-8 | 17 octobre 2018   | 978-2-203-17253-1 |
| Liste des chapitres : - 36. Séché au mirin (みりん干, Mirin hi) - 37. Harpies (ハーピー, Hāpī) - 38. Chimère (キメラ, Kimera) - 39. Métamorphes 1 (シェイプシフター ‐１‐, Sheipu Shifutā ‐1‐) - 40. Métamorphes 2 (シェイプシフター ‐２‐, Sheipu Shifutā ‐2‐) - 41. Yamanba (山姥, Yamanba) - 42. Cauchemar (夢魔, Naitomea) - Bonus. Histoires de monstres, et plus si affinités 6 (モンスターよもやま話6, Monsutā Yomoyamabanashi 6) |                   |                   |                   |                   |
| Alors qu’une nouvelle quête attend nos héros, l’heure est à présent aux retrouvailles et aux nouvelles rencontres. Et quoi de mieux qu’un bon repas pour sympathiser et reprendre des forces ? Gare, toutefois, à se laisser aller à des confidences qui pourraient coûter très cher : dans le donjon, tout aventurier est un concurrent et un ennemi en puissance. |                   |                   |                   |                   |
| 7 | 12 avril 2019     | 978-4-04-735639-9 | 30 octobre 2019   | 978-2-203-18385-8 |
| Liste des chapitres : - 43. Golem de glace (アイスゴーレム, Aisu Gōremu) - 44. Barometz (バロメッツ, Baromettsu) - 45. Œufs (卵, Tamago) - 46. Le Village doré (黄金郷, Ōgonkyō) - 47. Griffon (グリフィン, Gurifin) - 48. Familiers (使い魔, Tsukaima) - 49. Soupe de griffon (グリフィンのスープ, Gurifin no Sūpu) - Bonus. Histoires de monstres, et plus si affinités 7 (モンスターよもやま話7, Monsutā Yomoyamabanashi 7) |                   |                   |                   |                   |
| Nos héros parviennent à remettre la main sur leur équipement perdu, quand un redoutable golem de glace fait son apparition ! C’est la nouvelle recrue du groupe, la ninja-chatte Izutsumi, qui mettra ses talents à profit pour terrasser la bête. Un allié de poids pour nos aventuriers, à un bémol prêt : la féline possède un palais plus que difficile. Nos aventuriers cuisiniers seront-ils à la hauteur ? |                   |                   |                   |                   |
| 8 | 14 septembre 2019 | 978-4-04-735626-9 | 21 octobre 2020   | 978-2-203-20290-0 |
| Liste des chapitres : - 50. Ravioles 1 (ダンプリング ‐１‐, Danpuringu ‐1‐) - 51. Ravioles 2 (ダンプリング ‐２‐, Danpuringu ‐2‐) - 52. Œuf au bacon (ベーコンエッグ, Bēkon'Eggu) - 53. Au 1er sous-sol 1 (地下１階にて ‐１‐, Chika 1-kai Nite ‐1‐) - 54. Au 1er sous-sol 2 (地下１階にて ‐２‐, Chika 1-kai Nite ‐2‐) - 55. Au 1er sous-sol 3 (地下１階にて ‐３‐, Chika 1-kai Nite ‐3‐) - 56. Bicorne (バイコーン, Baikōn) - Bonus. Histoires de monstres, et plus si affinités 8 (モンスターよもやま話8, Monsutā Yomoyamabanashi 8)                                                                 |                   |                   |                   |                   |
| Son cuisinier en chef libéré du fardeau qui l’accablait, la troupe de Laïos reprend sa quête. Ce n’est plus uniquement Farynn qu’il faut sauver, mais tout le donjon ! L’emprise du sorcier fou sur les lieux est toutefois loin de se relâcher : voici que par un étrange maléfice, chaque aventurier se retrouve avec les attributs d’un de ses compagnons : le nain Senshi devient un elfe, l’elfe Marcyle un halfelon et le tallman Laïos un nain ! L’heure de la revanche sonnerait-elle enfin pour toutes ces créatures qui ont fini mijotées, rôties ou bouillies ?                         |                   |                   |                   |                   |
| 9 | 15 mai 2020       | 978-4-04-736116-4 | 12 mai 2021       | 978-2-203-22161-1 |
| Liste des chapitres : - 57. Tête à la vapeur (兜煮, Kabutoni) - 58. Succubes 1 (サキュバス 前編, Sakyubasu Zenpen) - 59. Succubes 2 (サキュバス 後編, Sakyubasu Kōhen) - 60. Le Lion ailé (有翼の獅子, Yū tsubasa no Shishi) - 61. Champignon ambulant grillé (焼き歩き茸, Yaki aruki Take) - 62. Six jours (６日間, 6-kakan) - Bonus. Histoires de monstres, et plus si affinités 9 (モンスターよもやま話9, Monsutā Yomoyamabanashi 9) |                   |                   |                   |                   |
| Et si la rencontre de nos aventuriers gourmets avec de redoutables succubes était l’occasion pour Izutsumi de démontrer ses talents de cuisinière ? Pourvu qu’elle soit aussi douée qu’elle est féroce au combat : Laïos aura bien besoin de se requinquer avant ce qui l'attend. Un face-à-face avec une créature légendaire lui promet un destin hors du commun, mais double cette révélation d’une farouche mise en garde. Le plus grand ennemi pourrait bien ne pas être celui qu’on croit… |                   |                   |                   |                   |
| 10 | 13 février 2021   | 978-4-04-736274-1 | 30 mars 2022      | 978-2-203-22165-9 |
| Liste des chapitres : - 63. Confit (コンフィ, Konfi) - 64. Lapins 1 (ウサギ ‐１‐, Usagi ‐1‐) - 65. Lapins 2 (ウサギ ‐２‐, Usagi ‐2‐) - 66. Curry 1 (カレー ‐１‐, Karē ‐1‐) - 67. Curry 2 (カレー ‐２‐, Karē ‐2‐) - 68. Sithle 1 (シスル ‐１‐, Shisuru ‐1‐) - 69. Sithle 2 (シスル ‐２‐, Shisuru ‐2‐) - Bonus. Histoires de monstres, et plus si affinités 10 (モンスターよもやま話10, Monsutā Yomoyamabanashi 10) |                   |                   |                   |                   |
| Après avoir croisé, affronté et surtout cuisiné et mangé d’innombrables espèces de monstres, Laïos et sa troupe parviennent enfin aux niveaux les plus bas du labyrinthe ! L’heure de l'ultime combat avec le sorcier fou a-t-elle sonné ? On est en droit de se poser la question quand le monstre auquel on fait face est un... lapin ? Pour sauver sa sœur, Laïos a pris la décision de devenir le maître des lieux... Sera-t-il à la hauteur de la tâche ? |                   |                   |                   |                   |
| 11 | 15 septembre 2021 | 978-4-04-736622-0 | 18 janvier 2023   | 978-2-203-23742-1 |
| Liste des chapitres : - 70. Sithle 3 (シスル ‐３‐, Shisuru ‐3‐) - 71. Sithle 4 (シスル ‐４‐, Shisuru ‐4‐) - 72. Sithle 5 (シスル ‐５‐, Shisuru ‐5‐) - 73. Bavarois (ババロア, Babaroa) - 74. Lilikmoumouaré (リリクムムアレ, Ririku Mumuare) - 75. Le Maître du donjon 1 (迷宮の主 ‐１‐, Meikyū no Omo ‐1‐) - 76. Le Maître du donjon 2 (迷宮の主 ‐２‐, Meikyū no Omo ‐2‐) - Bonus. Histoires de monstres, et plus si affinités 11 (モンスターよもやま話11, Monsutā Yomoyamabanashi 11) |                   |                   |                   |                   |
| Sithle, le maître du donjon aux pouvoirs incommensurables, a dû se résoudre à invoquer une armée de dragons pour se débarrasser de Laïos et sa troupe qui, décidément, ne veulent pas renoncer à sauver leur amie. Privé de ses compagnons d'armes (et de table), seul face au sorcier fou et à ses dragons, Laïos pourra-t-il compter sur sa connaissance encyclopédique des monstres et sur ses maigres talents de cuisinier pour s'en tirer ? Ou alors le salut viendra-t-il de l'unité d'inspection des donjons venus sceller la magie à œuvre dans les couloirs et les salles du labyrinthe ? |                   |                   |                   |                   |
| 12 | 10 août 2022      | 978-4-04-737046-3 | 13 septembre 2023 | 978-2-20-325220-2 |
| Liste des chapitres : - 77. Donjon 1 (迷宮, Meikyū) - 78. Donjon 2 (迷宮2, Meikyū 2) - 79. Parasite (寄生虫, Kiseichū) - 80. Chaîne alimentaire (食物連鎖, Shokumotsu rensa) - 81. Saveurs d'enfance (郷土料理, Kyōdo ryōri) - 82. Marcyle 1 (マルシル, Marushiru) - 83. Marcyle 2 (マルシル2, Marushiru 2) - 84. Marcyle 3 (マルシル3, Marushiru 3) - 85. Marcyle 4 (マルシル4, Marushiru 4) - Bonus. Histoires de monstres, et plus si affinités 12 (モンスターよもやま話12, Monsutā Yomoyamabanashi 12)                                                                                         |                   |                   |                   |                   |
| « Je veux vieillir, comme vous, et à vos côtés. » Enjôlée par le lion ailé, l’elfe Marcyle entend devenir le maître du donjon afin de voir ce souhait exaucé. Son désir devient une malédiction qui commence à engloutir le monde. Laïos et ses compagnons pourront-ils l’arrêter à temps ? |                   |                   |                   |                   |
| 13 | 15 décembre 2023  | 978-4-04-737456-0 | 3 juillet 2024    | 978-2-20-328141-7 |
| Liste des chapitres : - 86. Lion ailé 1 (翼獅子, Tsubasa Shishi) - 87. Lion ailé 2 (翼獅子2, Tsubasa Shishi 2) - 88. Lion ailé 3 (翼獅子3, Tsubasa Shishi 3) - 89. Lion ailé 4 (翼獅子4, Tsubasa Shishi 4) - 90. Lion ailé 5 (翼獅子5, Tsubasa Shishi 5) - 91. Lion ailé 6 (翼獅子6, Tsubasa Shishi 6) - Bonus. Histoires de monstres, et plus si affinités 13 (モンスターよもやま話13, Monsutā Yomoyamabanashi 13) |                   |                   |                   |                   |
| Sauve le monde, Laïos ! Le Lion ailé, libéré du labyrinthe où il était emprisonné, a commencé à dévorer le monde avec une avidité que rien ne semble pouvoir réfréner. Laïos et ses compagnons pourront-ils l’empêcher de se repaître des désirs de tous les peuples et toutes les créatures ? |                   |                   |                   |                   |
| 14 | 15 décembre 2023  | 978-4-04-737740-0 | 22 janvier 2025   | 978-2-20-328822-5 |
| Liste des chapitres : - 92. 島 (Shima) - 93. ファリン1 (Farin 1) - 94. ファリン2 (Farin 2) - 95. ファリン3 (Farin 3) - 96. ファリン4 (Farin 4) - 97. ダンジョン飯 (Danjon Meshi) |                   |                   |                   |                   |
| Privée de provisions en pleine exploration d’un donjon infesté de monstres, votre équipe d’aventuriers affamés s’est repue des créatures qu’elle a rencontrées. Griffes et crocs, poils et écailles, tentacules et pinces : la cuisine monstrueuse vous a emmenés dans des territoires qui vous ont changés à jamais. Alors qu’approche le terme de la plus grande aventure que vos compagnons et vous ayez vécue, êtes-vous rassasiés ? Votre appétit et vos désirs sont-ils comblés ? Place à l’ultime festin.                                                                                   |                   |                   |                   |                   |

## Anime
En août 2022, une adaptation animée de la série produite par Studio Trigger est annoncée. La série est dirigée par Yoshihiro Miyajima, avec Kimiko Ueno au scénario, des conceptions de personnages gérées par Naoki Takeda et une musique composée par Yasunori Mitsuda et Shunsuke Tsuchiya,. La série est diffusée du 4 janvier 2024 au 13 juin 2024 sur la chaîne japonaise Tokyo MX et d'autres chaînes. La série est diffusée dans le reste du monde sur Netflix,,. La série sera composée de deux cours.
Bump of Chicken interprète le générique de début intitulé Sleep Walking Orchestra, tandis que Ryokuoushoku Shakai (en) interprète le générique de fin intitulé Party!!. Sumika interprète le deuxième générique de début Unmei (運命, litt. « Destin »), tandis que Regal Lily interprète le deuxième générique de fin intitulé Kirakira no Hai (キラキラの灰, litt. « Cendre étincelante »).
Une seconde saison est annoncée lors de la diffusion du dernier épisode de la première saison. Sa date de diffusion n'est pas encore connue.

### Liste des épisodes

#### Première saison
| No | Titre français                                       | Titre japonais                       | Titre japonais                        | Date de 1re diffusion |
| No | Titre français                                       | Kanji                                | Rōmaji                                | Date de 1re diffusion |
| -- | ---------------------------------------------------- | ------------------------------------ | ------------------------------------- | --------------------- |
| 1  | Pot-au-feu / Tarte                                   | 水炊き/タルト                        | Mizutaki / Taruto                     | 4 janvier 2024        |
| 2  | Basilic rôti / Omelette / Friture                    | ローストバジリスク/オムレツ/かき揚げ | Rōsutobajirisuku / Omuretsu / Kakiage | 11 janvier 2024       |
| 3  | Armure vivante                                       | 動く鎧                               | Ugoku yoroi                           | 18 janvier 2024       |
| 4  | La soupe aux choux / Les orcs                        | キャベツ煮 / オーク                  | Kyabetsu Ni / Ōku                     | 25 janvier 2024       |
| 5  | En-cas / Sorbets                                     | おやつ / ソルベ                      | Oyatsu / Sorube                       | 1er février 2024      |
| 6  | La cuisine de la cour / Bouillie dans de l'eau salée | 宮廷料理 / 塩茹で                    | Kyūtei Ryōri / Shioyude               | 8 février 2024        |
| 7  | Kelpie / Porridge / Grillée en sauce                 | 水棲馬/ 雑炊 / 蒲焼き                | Kerupī / Zōsui / Kabayaki             | 15 février 2024       |
| 8  | Framboises / Barbecue                                | 木苺 / 焼き肉                        | Kiichigo / Yakiniku                   | 22 février 2024       |
| 9  | Tentacule / Ragoût                                   | テンタクルス / シチュー              | Tentakurusu / Shichū                  | 29 février 2024       |
| 10 | Grenouilles géantes / À la surface                   | 大ガエル / 地上にて                  | Ōgaeru / Chijōnite                    | 7 mars 2024           |
| 11 | Dragon rouge I                                       | 炎竜1                                | Reddo doragon ichi                    | 14 mars 2024          |
| 12 | Dragon rouge II                                      | 炎竜2                                | Reddo doragon ni                      | 21 mars 2024          |
| 13 | Jambon de dragon sans os / Mixture secrète           | 炎竜3 / 良薬                         | Reddo doragon san / Ryōyaku           | 28 mars 2024          |
| 14 | Serpent de mer                                       | シーサーペント                       | Shīsāpento                            | 4 avril 2024          |
| 15 | Bourgeons de dryades / Viande de cockatrix           | ドライアド / コカトリス              | Doraiado / Kokatorisu                 | 11 avril 2024         |
| 16 | Les nettoyeurs / Séché au mirin                      | 掃除屋 / みりん干し                  | Sōjiya / Mirin Boshi                  | 18 avril 2024         |
| 17 | Harpie / Chimère                                     | ハーピー / キメラ                    | Hāpī / Kimera                         | 25 avril 2024         |
| 18 | Métamorphe                                           | シェイプシフター                     | Sheipu shifutā                        | 2 mai 2024            |
| 19 | Yamanba / Cauchemar                                  | 山姥 / 夢魔                          | Yamanba / Naitomea                    | 9 mai 2024            |
| 20 | Golem glacé / Barometz                               | アイスゴーレム / バロメッツ          | Aisu Gōremu / Baromettsu              | 16 mai 2024           |
| 21 | Œufs bénédicte / Le pays d'or                        | 卵 / 黄金郷                          | Tamago / Ōgonkyō                      | 23 mai 2024           |
| 22 | Griffon / Familiers                                  | グリフィン / 使い魔                  | Gurifin / Tsukaima                    | 30 mai 2024           |
| 23 | Soupe de griffon / Raviolis, partie 1                | グリフィンのスープ / ダンプリング1   | Gurifin no Sūpu / Danpuringu ichi     | 6 juin 2024           |
| 24 | Raviolis, partie 2 / Œuf au bacon                    | ダンプリング2 / ベーコンエッグ       | Danpuringu ni / Bēkon eggu            | 13 juin 2024          |

## Accueil
Le premier volume atteint la 11e place du classement hebdomadaire de ventes de mangas Oricon et se place à la 87e position des volumes mangas les plus vendus au Japon entre le 17 novembre 2014 et le 17 mai 2015 avec un total de 315 298 exemplaires vendus. Le 16 août 2015, il s'était vendu à 381 614 exemplaires. Le deuxième volume atteint la 3e place des ventes avec 362 906 exemplaires vendus au 17 septembre 2015. En août 2017, les quatre premiers volumes s'étaient imprimés à plus de deux million d'exemplaires.
La série est désignée comme le 13e meilleur manga de l'année 2015 par le magazine Da Vinci. La série est classée première du top 20 des mangas pour lecteurs masculins de l'édition 2016 du mook Kono Manga ga sugoi! .
La série est sélectionnée à trois reprises pour le Grand prix du manga, en 2017, 2018 et 2019, finissant respectivement à la 3e, 4e, et 11e place.